# 图尔马农村居民点
图尔马农村居民点（俄语：Турманское сельское поселение）是俄罗斯联邦伊尔库茨克州布拉茨克区所属的一个农村居民点。其下辖有个居民点，行政中心为图尔马。据2016年统计，该农村居民点的人口为1918人。